# Songs of Mass Destruction
Songs of Mass Destruction è il quarto album in studio della cantautrice britannica Annie Lennox, pubblicato il 1º ottobre 2007 nel Regno Unito e il 2 ottobre successivo negli Stati Uniti.

## Promozione e successo commerciale
L'album debuttò alla posizione numero 9 della classifica Billboard 200 vendendo 78.000 copie durante la prima settimana ma le vendite calarono rapidamente.
Il primo singolo, Dark Road, uscì sul sito internet della cantante il 15 agosto 2007 e il 24 settembre fu pubblicato ufficialmente.
Il secondo singolo, Sing, uscì in digitale il 1º dicembre 2007, in contemporanea con la giornata mondiale della lotta contro l'AIDS, ed è uscì come singolo fisico il 3 dicembre. Oltre alla Lennox questa canzone vanta la partecipazione di 23 artiste di alto calibro, tra le quali Madonna, Anastacia, Faith Hill, Céline Dion, KT Tunstall, Joss Stone, Dido e Pink.

## Tracce
Il disco fu pubblicato in edizione standard e deluxe.

### Edizione standard
1. Dark Road – 3:47
2. Love Is Blind – 4:18
3. Smithereens – 5:17
4. Ghosts in My Machine – 3:30
5. Womankind – 4:28 – scritto e interpretato da Nadirah X
6. Through the Glass Darkly – 3:29
7. Lost – 3:41
8. Coloured Bedspread – 4:29
9. Sing – 4:48
10. Big Sky – 4:02
11. Fingernail Moon – 5:00

### Contenuti aggiuntivi dell'edizione deluxe
1. Intervista ad Annie Lennox
2. Commento alle tracce
3. Video di Dark Road
4. Link a un sito internet

## La tournée
L'album fu promosso dal tour Annie Lennox Sings, il terzo come solista. Durato tutto ottobre e novembre 2007, toccò 18 città: Londra, San Diego, San Francisco, Los Angeles, Dallas, Boulder, Minneapolis, Chicago, Detroit, Milano, Washington, Nashville, Atlanta, Miami, New York (due date), Philadelphia e Boston. I concerti si tennero sempre in teatri di medie dimensioni ad eccezione di una delle date di New York, che ebbe luogo presso il ristorante Cipriani a Wall Street.
Al seguito di Annie Lennox era l'artista emergente Carina Round, che promuoveva il suo terzo album, Slow Motion Addict.

## Classifica

### Album
| Classifica (2007) | Posizione massima | Certificazioni | Vendite  |
| ----------------- | ----------------- | -------------- | -------- |
| Australia         | 41                |                |          |
| Austria           | 25                |                |          |
| Francia           | 28                |                | +/- 3000 |
| Germania          | 29                |                |          |
| Irlanda           | 21                |                |          |
| Polonia           | 27                |                |          |
| Italia            | 3                 |                |          |
| Paesi Bassi       | 45                |                |          |
| Svezia            | 26                |                |          |
| Svizzera          | 7                 |                |          |
| Regno Unito       | 7                 |                |          |
| Stati Uniti       | 9                 |                | 201,000  |